# Greg Lake
Greg Lake   (Poole, 10 de novembre de 1947 - Londres, 7 de desembre de 2016) fon un cantautor, baixiste, compositor anglés, membre fundador dels grups de rock progressiu King Crimson (junt amb el guitarriste Robert Fripp) i Emerson, Lake & Palmer (junt amb el tecliste Keith Emerson);
durant la dècada de 1980, Lake feu carrera en solitari (amb Gary Moore com a guitarriste) i col·laborà en el grup Asia amb el bateria d'ELP, Carl Palmer.

## Biografia
Nascut Gregory Stuart Lake el 10 de novembre de 1947 a Parkstone, un suburbi de Poole (comtat de Dorset), fill d'un enginyer i una ama de casa, Lake es crià en una família humil en una casa prefabricada amb amiant; influït per pioners del rock and roll com Elvis Presley —del qual reconegué "Heartbreak Hotel" com a influència— i Little Richard, als dotze anys sa mare li regalà una guitarra i començà a rebre classes d'instrument
junt amb Fripp (veí del carrer) i un altre principiant, Andy Summers, alhora que estudiava la tècnica de jazz de Django Reinhardt i Hank Marvin.
Llavors compongué la seua primera cançó, "Lucky Man", una balada folk que esdevindria una de les més conegudes del seu repertori,
després d'abandonar els estudis de delineant i de tocar en The Shame, el 1967 entrà en el grup de rock psicodèlic The Gods i —junt amb Fripp— en The Shy Limbs, fins que l'any 1969 passà a formar part del nou projecte musical de Fripp, Peter Seinfield i Peter Gilles, per al qual el convencé de canviar la guitarra pel baix: rebatejat amb el nom de King Crimson, Lake gravà la veu principal dels dos primers discs, In the Court of the Crimson King (1969) i In the wake of Poseidon (1970), en est útim com a col·laborador, ja que llavors Lake ja havia decidit deixar el grup per a fer-ne un altre amb Keith Emerson, tecliste del grup The Nice, els quals havien compartit gira amb King Crimson.
Ambdós músics compartien afinitats musicals i fitxaren el bateria Carl Palmer, d'Atomic Rooster, i consideraren completar el grup amb Jimi Hendrix com a guitarriste, amb la qual cosa l'acrònim d'Hendrix, Emerson, Lake & Palmer hauria sigut HELP («ajuda»), però al remat Lake s'encarregà de tocar el baix i la guitarra, a més de cantar i escriure les lletres.
El trio publicà set discs durant la dècada de 1970 i feu concerts i gires multitudinàries amb un centenar de road managers fins que la pèrdua de popularitat en favor del punk provocà la separació del grup l'any 1979.
En solitari, el 1975 publicà la cançó "I Believe in Father Christmas" («Jo crec en el Pare Noel»), una balada nadalenca amb lletra de Sinfield que es feu popular i d'ençà li reportava drets d'autor cada setembre.

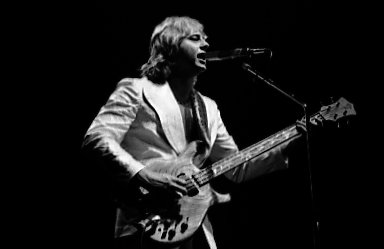
Amb ELP, 1976
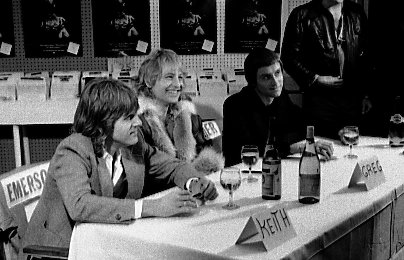
ELP a Toronto, 1978
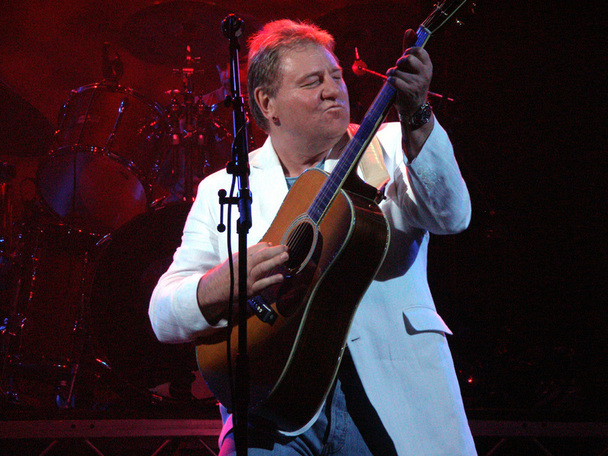
En solitari, 2005

A mitjan dècada del 1980, Emerson i Lake es tornaren a ajuntar, però com Palmer es trobava de gira amb Asia, fitxaren un altre bateria, Cozy Powell, amb el qual publicaren un disc que inclou la peça "Touch and Go", la qual formaria part del repertori en solitari de Lake; anys més tard, Lake reconegué que havia sigut un error substituir Palmer, ja que encara que Powell era bo, la química del trio era una altra i, per tant, haurien d'haver triat un altre nom per no trair els fans.
El 2009 col·laborà amb el grup Trans-Siberian Orchestra en una versió d'ELP, "Nutrocker", inclosa en el disc Night Castle.
L'any següent programà una gira per l'Amèrica del Nord en duo amb Emerson, però hagueren de suspendre els tres primers concerts per causes de producció.
El 2012 publicà el primer volum de tres de la seua autobiografia, intitulada Lucky Man, enregistrada per ell mateix com a audiollibre, i encara que volgué fer una gira com a ELP per a festejar els quaranta anys del grup, els seus companys declinaren l'oferta.
Finalment feu una roda de concerts acompanyat d'un altre guitarriste i actuà tres nits seguides a Mont-real, on hi visqué durant sis mesos a Westmount en l'època d'ELP.

## Discografia
| • Too Old to Go 'Way Little Girl / Dreams Don't Bother Me (The Shame, 1967) |
| --------------------------------------------------------------------------- |
|                                                                             |

| • Reputation / Love (Shy Limbs, 1968) |
| ------------------------------------- |
|                                       |

### King Crimson
| • In the Court of the Crimson King (1969) |
| ----------------------------------------- |
|                                           |

| • In the Wake of Poseidon (1970) |
| -------------------------------- |
|                                  |

| • Emerson, Lake and Palmer |
| -------------------------- |
|                            |

| • Tarkus |
| -------- |
|          |

| • Pictures at an Exhibition |
| --------------------------- |
|                             |

| • Trilogy |
| --------- |
|           |

| • Brain Salad Surgery |
| --------------------- |
|                       |

| • Welcome Back My Friends to the Show That Never Ends – Ladies and Gentlemen |
| ---------------------------------------------------------------------------- |
|                                                                              |

| • Works Volume 1 |
| ---------------- |
|                  |

| • Works Volume 2 |
| ---------------- |
|                  |

| • Love Beach |
| ------------ |
|              |

### Greg Lake
| • I Believe In Father Christmas / Humbug (senzill, 1975) |
| -------------------------------------------------------- |
| A I Believe In Father Christmas B Humbug                 |

| • Greg Lake (1981) |
| --- |
| 1. Nuclear Attack 2. Love You Too Much 3. It Hurts 4. Black and Blue 5. Retribution Drive 6. Long Goodbye 7. The Lie 8. Someone 9. Let Me Love You Once Before You Go 10. For Those Who Dare |

| • Manoeuvres (1983) |
| --- |
| 1. Manoeuvres 2. Too Young to Love 3. Paralysed 4. Woman Like You 5. I Don't Wanna Lose Your Love Tonight 6. It's You, You've Gotta Believe 7. Famous Last Words 8. Slave to Love 9. Haunted 10. I Don't Know Why I Still Love You |

| • In Concert on the King Biscuit Flower Hour (1995) |
| --- |
| 1. Medley: Fanfare for the Common Man / Karn Evil 9 2. Nuclear Attack 3. The Lie 4. Retribution Drive 5. Lucky Man 6. Parisienne Walkways 7. You Really Got a Hold on Me 8. Love You Too Much 9. 21st Century Schizoid Man 10. In the Court of the Crimson King Pistes extra de l'edició especial numerada per a col·leccionistes: 11. Greg Lake Talks about King Biscuit 12. C'est la vie |

| • From The Beginning: The Greg Lake Retrospective (1997) |
| --- |
| Disc 1 1. Court of the Crimson King (amb The Return Of The Fire Witch i Dance Of The Puppets) 2. Cat Food 3. Knife Edge 4. Lucky Man 5. From the Beginning 6. Take a Pebble (en viu al Mar y Sol, 1972) 7. Still 8. Still... You Turn Me On 9. Jerusalem 10. Karn Evil 9 - 1st Impression, Pt. 2 11. I Believe in Father Christmas (versió del senzill) 12. C'est la Vie 13. Closer to Believing 14. Watching Over You 15. 21st Century Schizoid Man (en viu al Hammersmith Odeon, 1981) Disc 2 Nuclear Attack Love You Too Much It Hurts Retribution Drive The Lie Let Me Love You Once Manoeuvres I Don't Know Why I Still Love You Touch and Go Lay Down Your Guns Love Under Fire (previously unreleased) Money Talks (previously unreleased) Black Moon Paper Blood Affairs of the Heart Daddy Heart on Ice |

| • From The Underground: The Official Bootleg (1998) |
| --- |
| 1. Touch And Go 2. A Man, A City 3. Don't Go Away Little Girl 4. Medley: Still You Turn Me On / Watching Over You 5. Daddy 6. Retribution Drive 7. Heat Of The Moment 8. The Score 9. Love 10. Affairs Of The Heart 11. Learning To Fly 12. Lucky Man 13. 21st Century Schizoid Man |

| • From The Underground II - Deeper into the Mine: An Official Greg Lake Bootleg (2003) |
| --- |
| 1. Black Moon -(rare live version) EMERSON LAKE & PALMER 2. Check It Out (previously unreleased) GREG LAKE'S RIDE THE TIGER 3. Love Under Fire (previously unreleased version) GREG LAKE'S RIDE THE TIGER 4. Step Aside (previously unreleased studio rehearsal) EMERSON LAKE & POWELL 5. Preacher Blues (rare live unreleased song from) EMERSON LAKE & PALMER 6. Hold Me (previously unreleased) GREG LAKE 7. Heart On Ice (rare live version) GREG LAKE and Band 8. Blue Light (previously unreleased version) GREG LAKE'S RIDE THE TIGER 9. Cold Side Of A Woman (previously unreleased) GREG LAKE (with TOTO) 10. You're Good With Your Love (previously unreleased) GREG LAKE (with TOTO) 11. You Really Got A Hold On Me (previously unreleased) GREG LAKE (with TOTO) 12. Epitaph (rare live version from 1969 Hyde Park show) KING CRIMSON 13. Fanfare For The Common Man (rare live version) GREG LAKE Band (featuring Gary Moore) |

| • The King Biscuit Flower Hour Presents Ringo Starr & His New All Starr Band (2002) |
| ----------------------------------------------------------------------------------- |
| 11. Lucky Man                                                                       |

| • Songs of a Lifetime (2013) |
| ---------------------------- |
|                              |

| • Ride the Tiger (amb Geoff Downes, 2014) |
| ----------------------------------------- |
|                                           |

| • Live from Manticore Hall (amb Keith Emerson, 2014) |
| ---------------------------------------------------- |
|                                                      |

| • Live in Piacenza (2016) |
| ------------------------- |
|                           |

Emerson, Lake and Powell
| • Emerson, Lake and Powell (1986) |
| --- |
| 1. The Score 2. Learning to Fly 3. The Miracle 4. Touch and Go 5. Love Blind 6. Step Aside 7. Lay Down Your Guns 8. Mars, the Bringer of War 9. The Loco-Motion 10. Vacant Posession |

| • Live in Concert (2003) |
| ------------------------ |
|                          |

| • The Sprocket Sessions (2003) |
| ------------------------------ |
|                                |